# アングイッラーラ・サバーツィア
アングイッラーラ・サバーツィア（伊: Anguillara Sabazia）は、イタリア共和国ラツィオ州ローマ県にある、人口約19,000人の基礎自治体（コムーネ）。
ブラッチャーノ湖の畔にある。

## 地理

### 位置・広がり
ローマ県北部のコムーネ。ローマ市に隣接する。ローマ中心部から北西に28kmの距離にある。

#### 隣接コムーネ
隣接するコムーネは以下の通り。
- ブラッチャーノ
- カンパニャーノ・ディ・ローマ
- チェルヴェーテリ
- フィウミチーノ
- ローマ
- トレヴィニャーノ・ロマーノ

### 気候分類・地震分類
アングイッラーラ・サバーツィアにおけるイタリアの気候分類 (it) および度日は、zona D, 1642 GGである。
また、イタリアの地震リスク階級 (it) では、zona 3B (sismicità bassa) に分類される。

## 行政

### 分離集落
アングイッラーラ・サバーツィアには、以下の分離集落（フラツィオーネ）がある。
- Fonte Claudia, Stazione, Ponton dell'Elce